# Saw III
Saw III er en amerikansk film fra 2006 instrueret af Darren Lynn Bousman på grundlag af manuskript af Leigh Whannell og historie af James Wan og Whannell. Filmen er i genren gyser-horror.

## Medvirkende
- Tobin Bell som Jigsaw/John
- Shawnee Smith som Amanda
- Angus MacFadyen som Jeff
- Bahar Soomekh som Lynn
- Dina Meyer som Kerry
- J. LaRose som Troy
- Debra McCabe som Danica
- Kim Roberts som Deborah
- Dylan Trowbridge som Paramedic
- Alan Van Sprang som Chris